# Steinrinne-Felsentäle, Höhlen & Bachversickerung
Das Naturdenkmal Steinrinne-Felsentäle, Höhlen & Bachversickerung, kurz Felsentäle, liegt auf der Gemarkung des Meßkircher Stadtteils Igelswies im Landkreis Sigmaringen in Baden-Württemberg.

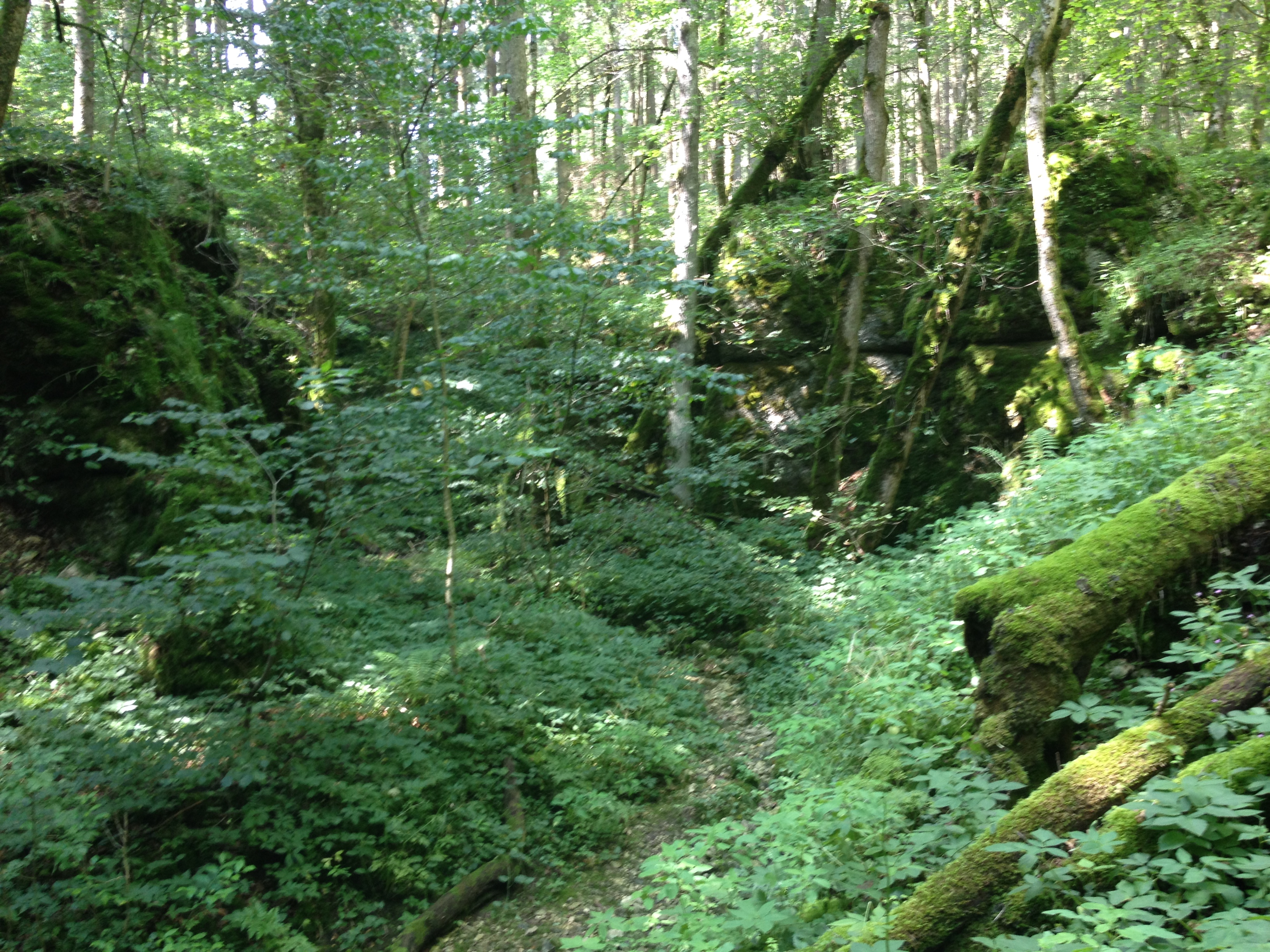

Das Naturdenkmal Felsentäle 2500 Meter nordnordwestlich bis 1400 Meter nordwestlich des Meßkircher Stadtteils Menningen auf Igelswieser Gemarkung ist eine kleine, pittoreske Felsenschlucht mit Höhlen und Naturbrücken. Das Schutzgebiet hat eine Fläche von 4,1 Hektar und liegt im Naturraum Donau-Ablach-Platten. Das schmale, nur rund 300 Meter lange Tal ist in die rißzeitliche Überdeckung eingetieft und legt die „Hangenden Bankkalke“ (Tithonium, ti1) des Weißjura ζ3 in Normal- und Massenkalkfazies ζm frei. Diese so genannten Schwammstotzen sind Teil der südöstlichen Riffbildung im ehemaligen Jurameer. Sie entstand vor rund 140 Millionen Jahren in einer küstennahen Flachwasserzone. Höchstwahrscheinlich ist das Felsentäle beim Rückzug eines Gletschers in der Rißeiszeit durch einen auslaufenden See in das Kalkgestein eingeschnitten worden.
Durch das Felsentäle fließt intermittierend der etwa 5,5 Kilometer lange Talbach gewunden in südlicher Richtung zu seiner Mündung in die Ablach in Menningen. Meist versickert er aber schon nördlich dieses Schluchtabschnitts. Der Wald in der Umgebung des Felsentäles ist überaus dolinenreich, auch gibt es aktive Bachversickerungen, etwa am unterhalb von Wald und Schutzgebiet von rechts zulaufenden Annenbach. Trotz Untersuchungen mit Farbeingaben in den 1980er-Jahren konnte bis heute nicht festgestellt werden, wo das Wasser wieder zu Tage tritt. Expertenmeinungen zufolge wandert es unterirdisch bis in das 25 Kilometer weiter östlich gelegene Bad Saulgau, wo es als Thermalwasser gefördert wird.
Auf Niveau des Talbachs liegt der 60 Zentimeter breite und 60 Zentimeter hohe Zugang zur Felsentalhöhle. Die 11 Meter lange Höhle ist in den Massenkalken des Weißjura ζm angelegt. Das Felsentaltor ist eine Naturbrücke von zwei bis drei Meter Breite, fünf Meter Höhe und sechs Meter Länge, das der Talbach, wenn er nicht oberhalb schon versickert, durchfließt. Nördlich des Felsentaltors öffnet sich der einen Meter breite und anderthalb Meter hohe Zugang zur Steinrinnenhöhle. Diese 17 Meter lange Höhle endet an einem Versturz, der von einer Doline herrührt. Das Felsentäle wurde 2004 als FFH-Gebiet aufgenommen und ist Teil der Riede und Gewässer bei Mengen und Pfullendorf. Das Regierungsbezirk Tübingen hat das Felsentäle als Naturdenkmal mit dem Namen „Steinrinne-Felsentäle, Höhlen & Bachversickerung“ geschützt.